# Abdulrahman Fawzi
Abdulrahman Fawzi (àrab: عبد الرحمن فوزي, ʿAbd ar-Raḥmān Fawzī) (Port Saïd, 11 d'agost de 1909 – el Caire, 16 d'octubre de 1988) fou un futbolista egipci de la dècada de 1930.
Fou internacional amb la selecció d'Egipte amb la qual participà en la Copa del Món de futbol de 1934. Fou el primer jugador africà en marcar en una Copa del Món de futbol.
Pel que fa a clubs, destacà a Al-Masry i Al Mokhtalat / Farouk.
Trajectòria com a entrenador:
- 1947–1956: Farouk / Zamalek
- 1953–1954:  Egipte (comitè nacional)
- 1956: Ghazl El Mahalla
- 1957–1962:  Aràbia Saudita
- 1960–1961: Al-Sekka Al-Hadid
- 1975: Al-Sekka Al-Hadid